# Acanthoplistus femoratus
Acanthoplistus femoratus är en insektsart som beskrevs av Lucien Chopard 1931. Acanthoplistus femoratus ingår i släktet Acanthoplistus och familjen syrsor. Inga underarter finns listade i Catalogue of Life.